# 2021년 후브스굴 지진
2021년 후브스굴 지진은 2021년 1월 12일 발생한 규모 6.7의 지진이다. 지진은 러시아 국경에서 남쪽으로 약 50km 떨어진 후브스굴호에서 발생했다.

## 지질학적 구조
몽골은 시베리아 순상지와 중국 순상지 사이의 몽골-오호츠크 이동대에 속하며 복잡한 지체 구조와 구조지질학을 가지고 있다. 기반암은 선캄브리아 시대 고생대에 형성되었으며, 약 17억~16억 년 전과 약 8억 년 전 두 차례의 열개(裂開)를 겪은 리페아절 시대의 오피오라이트 지층으로 이루어져 있다. 후기 원생대 해양의 폐쇄로 오피오라이트와 가장 오래된 기반암이 생성되었다. 바이칼라이드와 알타이드 산맥은 섬 호가 고생대에 부가된 것을 나타낸다. 중생대와 신생대에는 아무리아와 같은 작은 미대륙의 충돌과 아시아와 곤드와나 사이의 대규모 충돌이 이 지역에 큰 영향을 미쳤다. 지각 확장으로 몽골 고원이 형성되었고, 열개, 지각 약화, 단층 블록 형성 및 현무암 분출로 인해 미국 서부의 분지 및 산맥 지방과 매우 유사한 지형이 만들어졌다. 몽골에서 발생한 가장 강력한 지진 중 하나는 1957년 바얀홍고르 지진으로, 규모 Mw 8.1을 기록했으며 30명의 사망자를 냈다.

## 지진
이 지진은 1967년 7.0 지진 이후 몽골에서 가장 큰 규모의 지진이다. 처음에는 6.8 Mw로 보고되었으나 나중에 6.7로 하향 조정되었다. 지진은 몽골의 투르트 마을에서 약 50km, 러시아 국경에서 55km 떨어진 곳이다. PAGER에 따르면 17,000명이 중간에서 강한 흔들림을 느꼈다. 러시아의 이르쿠츠크와 체렘호보에서도 느껴졌다.
최대 수정 메르칼리 진도 계급 IX로 평가되었다. 동시베리아와 서시베리아까지 느껴졌다. 지진은 후브스굴 단층을 따라 호수 아래에서 얕은 사면-정단층 작용으로 인해 발생했다. 이는 단층에서 기록된 가장 큰 지진으로, 규모 7.0~7.5의 지진을 발생시킬 잠재력이 있다. 파열은 45도 동경사 단층에서 발생했으며, 2km/s의 속도로 전파되었다. 추정 파열 면적은 40 × 20 km2였고, 두 개의 상당한 미끄러짐 영역이 감지되었다. 평균 1미터의 미끄러짐이 추론되었다.

### 여진
USGS에 따르면 규모 5 이상의 여진이 최소 7회 기록되었으며, 가장 강력한 여진은 2021년 5월 3일 발생한 규모 5.6의 지진이었다.

## 피해 및 사상자
후브스굴호 주변과 남쪽 무룽까지 220채의 공공건물이 벽에 금이 가고 창문이 깨지는 피해를 입었으며, 주택 2채는 완전히 파괴되었다. 사망자는 없었지만 59명이 부상을 입었으며, 일부는 심장 문제와 고혈압과 같은 증상으로 치료를 받아야 했다. 진원지에서 가장 가까운 러시아 일부 지역에서는 8채의 건물이 손상되었다.

## 같이 보기
- 2021년 지진